# La Nuova Italia
La Nuova Italia è una casa editrice italiana fondata a Venezia nel 1926. Dal 2016 è di proprietà di Mondadori Editore.

Il logo della casa editrice è composto da un "grillo" (o grylloi), figura fantastica e grottesca di uomo formato dalla testa posta direttamente sulle gambe (è presente, ad esempio, nelle opere di Hieronymus Bosch).

## Storia
Fu fondata a Venezia nel 1926 da Elda Bossi e dal marito Giuseppe Maranini. Dopo una breve parentesi a Perugia si trasferì nel 1930, sotto la direzione di Ernesto Codignola, a Firenze. Nel capoluogo toscano ebbe sede, dal 1958, in piazza Indipendenza al numero 29. Nel 1972 si trasferì nel palazzo appositamente commissionato all'architetto Edoardo Detti in via Antonio Giacomini. Guidata successivamente dal figlio Tristano, dopo la morte di lui, avvenuta nel 1981, e il passaggio dell'azienda ai figli, la casa editrice entrò in crisi e venne ceduta, tra il 1996 e il 1998, al gruppo Rizzoli Corriere della Sera (RCS).
Dall'aprile 1945 la casa editrice pubblica il periodico «Il Ponte», rivista mensile di politica e letteratura, fondato da Piero Calamandrei e altri intellettuali  per studiare e approfondire il pensiero culturale, all'indomani della vicenda bellica italiana. «Il Ponte» fu diretto da Enzo Enriques Agnoletti e Corrado Tumiati, con Giuseppe Favati segretario di redazione. Piero Calamandrei scrisse alcuni articoli negli anni dal 1945 al 1947.
Del «Ponte» faceva parte la collana Quaderni del Ponte. Alcuni titoli: Diplomazia clandestina (1955) di Emilio Lussu; La libertà religiosa in Italia (1956) di Aldo Capitini, Cesare Magni, Lamberto Borghi, Giorgio Peyrot; Memorie partigiane (1957) di Nardo Dunchi; La guerra finisce la guerra continua (1957), di Maria Luigia Guaita; Lettere ad Ernesto (1958) di Elide Rossi; Ricordi dei fratelli Rosselli di Alessandro Levi; Gaetano Salvemini nel cinquantennio liberale di Enzo Tagliacozzo, saggio che espone la vita e il pensiero di Salvemini, storico, educatore, scrittore politico, uomo d'azione, fino all'avvento del fascismo; La Resistenza a Firenze (1961) di Carlo Francovich.
«Scuola e città» fu una rivista mensile di problemi educativi e di politica scolastica che ebbe come primo direttore Ernesto Codignola (1950) e successivamente Lamberto Borghi. La Rivista critica di storia della filosofia aveva una pubblicazione trimestrale, il suo comitato direttivo era formato da Mario Dal Pra, Eugenio Garin, Giulio Preti; la Rivista geografica italiana, trimestrale di studi geografici, era diretta da Roberto Almagià e Aldo Sestini, poi da Aldo Sestini, Bruno Nice e Giuseppe Barbieri; Tempi moderni dell'economia, della politica e della cultura (1958), mensile, trattava argomenti di sociologia e di politica, sotto la direzione di Fabrizio Onofri; Cooperazione educativa, diretta da Giuseppe Tamagnini, si occupava del lavoro degli insegnanti; Il sedicesimo, bollettino bibliografico trimestrale delle Edizioni La Nuova Italia era inviato gratuitamente a chi ne avesse fatto richiesta. Altre riviste furono: Il Ponte+l'Astrolabio (quest'ultimo diretto da Ferruccio Parri); la Rivista storica del socialismo (1958), con direttore Luigi Cortesi.
Dal 1969 al 1983 La Nuova Italia pubblicò la rivista Conoscenza Religiosa, diretta da Elémire Zolla. Vi collaborarono intellettuali e scrittori come Abraham Joshua Heschel, Jean Servier, Henry Corbin, Cristina Campo, Quirino Principe, Guido Ceronetti, Pietro Citati, Sergio Quinzio, Margarete Riemschneider, Jorge Luis Borges, Hossein Nasr, Leo Schaya, Eugenio Montale, Giuseppe Sermonti e Rosario Assunto. Vi furono pubblicati anche saggi di Marcel Griaule.
La casa editrice pubblicò in lingua inglese Diogenes di Roger Caillois, che si occupava dei progressi raggiunti nel campo delle scienze umanistiche; Politica e mezzogiorno, sotto la direzione di Beniamino Finocchiaro dal 1973 al 1982; Angelus Novus (1964) a cura di Massimo Cacciari e Cesare De Michelis, riguardante i problemi di cultura letteraria; Archivio per l'antropologia e la etnologia di Alberto Marzi.
Edite da La Nuova Italia furono: Il pensiero classico, con il libro La comprensione del soggetto umano nell'antichità classica (1967), di Rodolfo Mondolfo, opera che studia i filosofi, i poeti e i moralisti greci e romani, le cui idee caratterizzarono il pensiero moderno; I pensatori del nostro tempo, comprendente Natura e condotta dell'uomo (1922) di John Dewey, che esamina i rapporti tra natura umana e ambiente sociale e Solone (1958) di Agostino Masaracchia, con un'analisi delle idee religiose, morali e politiche di Solone, insieme allo studio della sua personalità e della sua cultura letteraria ad Atene.
Nella collana Problemi di psicologia si trova L'esplorazione del carattere del fanciullo (1958) di Ernst Boesch; Giudizio e ragionamento nel bambino (1924), classico di psicologia di Jean Piaget, il libro Questiones de iuris subtilitatibus, a cura di Ginevra Zanetti, opera della scuola irneriana composta tra il 1125 e il 1137, inserita nella Biblioteca di studi Superiori, n. XVI, Sezione Giuridica, testi medioevali a cura di Francesco Calasso.
Nel gennaio 1967 la casa editrice iniziò la pubblicazione della collana diretta da Franco Mollia Il Castoro, che mensilmente si occupava di uno scrittore italiano o straniero. Il primo titolo di questa collana fu Cassola di Rodolfo Macchioni Jodi (febbraio 1967).
Dal 1974 al 1993 la casa editrice realizzò una collana di monografie dedicate a registi cinematografici chiamata Il Castoro Cinema.
La Direzione dell'azienda, oltre alla scelta della linea editoriale, è stata sempre attenta all'innovazione tecnologica e il suo Centro EDP, sotto la guida del fiorentino Alessandro Rizzotti, è stato uno dei più avanzati per il suo tempo.
Nel 2000 La Nuova Italia è entrata a far parte del gruppo RCS, concentrandosi nella produzione di editoria scolastica.

Nel 2016 Mondadori Editore acquisisce la divisione Libri del gruppo RCS, di cui La Nuova Italia faceva parte.